# Saison 1991-1992 du Stade rennais FC
Maillots
Chronologie
Saison précédente Saison suivante
La saison 1991-1992 du Stade rennais football club débute le 20 juillet 1991 avec la première journée de Championnat de France de Division 1, pour se terminer le 12 mai 1992 avec une défaite en barrages synonyme de relégation en deuxième division.
Le Stade rennais FC est également engagé en Coupe de France.

## Résumé de la saison
Maintenu de façon quasi-miraculeuse la saison précédente en Division 1, le Stade rennais aborde 1991-1992 avec l'ambition de renouveler une fois encore son bail dans l'élite. Plusieurs joueurs majeurs de l'effectif quittent la capitale bretonne, au premier rang desquels l'attaquant camerounais François Omam-Biyik, mais aussi Patrick Delamontagne qui met un terme à sa carrière professionnelle et rejoint les Voltigeurs de Châteaubriant. Pour compenser ces départs, les dirigeants rennais réalisent un recrutement pour le moins cosmopolite : Baltazar, meilleur buteur de la Primera División en 1988-1989, devient le premier joueur brésilien à porter le maillot rouge et noir. Deux Yougoslaves, Kujtim Shala et l'expérimenté Blaž Slišković l'accompagnent, ainsi que l'Américain Hendrig Gutierrez. Pour remplacer Pierrick Hiard, qui intègre le staff technique tout en restant dans l'effectif pro, le Stade rennais fait appel à Pascal Rousseau, qui possède déjà une solide expérience du haut-niveau. Le club enregistre également les arrivées de Jacky Colin, qui remplace Thierry Goudet, et d'un jeune espoir lorientais nommé Jocelyn Gourvennec. Pour encadrer tout ce beau monde, il faut un entraîneur. Raymond Keruzoré remercié, c'est Didier Notheaux qui prend les commandes. Notheaux revient à Rennes, lui qui y a évolué comme joueur en 1976-1977.
La saison commence bien mal pour les Rennais, qui concèdent quatre défaites de rang et sombrent immédiatement dans la zone de relégation. Il faut attendre la mi-août pour assister à un premier succès rennais, acquis devant un autre candidat au maintien, AS Nancy-Lorraine (3 - 1). À cette occasion, Baltazar marque son troisième but de la saison, mais cette efficacité précoce restera en trompe-l'œil : comme, du reste, l'ensemble du secteur offensif rennais, le Brésilien restera particulièrement inefficace toute la saison durant. La fin de la phase aller permet aux « Rouge et Noir » de constater un début d'embellie, trois victoires d'affilée leur permettant d'atteindre la quinzième place du classement au soir de la dix-neuvième journée. Mais le début des matchs retour est catastrophique : quatorze matchs sans victoire, dont huit défaites, font retomber les Rennais à la dix-neuvième place, qui les condamneraient à un retour en D2. Mi-décembre, ils sont victimes d'une curieuse affaire, Baltazar et Shala ayant ingéré de fortes doses de somnifères avant un déplacement au Stade Vélodrome de Marseille. Résultat : le second est obligé de céder sa place après une demi-heure de jeu, et le premier se rendra coupable de pas moins de neuf hors-jeu lors de l'heure restante. Malgré les accusations de Noël Le Graët, qui insinue que les joueurs rennais auraient cherché à l'emporter sur tapis vert, de fortes présomptions de tricherie se portent alors sur le club phocéen. Celles-ci resteront lettre morte, et le résultat de 1 but à 5, acquis à la mi-temps, sera entériné.
La fin de saison est une lutte continuelle entre le Stade rennais et l'AS Cannes, qui détient la place de barragiste. De février à avril, les deux clubs se livrent à une course-poursuite, aucun des deux ne parvenant à distancer l'autre. Lors de l'avant-dernière journée, les Rennais obtiennent un résultat décisif en arrachant une précieuse victoire à Saint-Étienne (1 - 0) grâce à un but de Thierry Turban dans le dernier quart d'heure. Grâce à ce résultat, combiné avec une défaite cannoise à Marseille, les Rennais passent devant les Azuréens au classement. Reste l'ultime journée. Sur leur terrain de Coubertin, les Cannois sont menés à la mi-temps, mais parviennent à revenir au score à la 83e grâce... à François Omam-Biyik, l'ancienne idole de la route de Lorient. Les Rennais, eux, conservent le match nul et vierge sur leur terrain face à l'AJ Auxerre, mais l'ancien brestois Corentin Martins ouvre la marque quelques instants plus tard (85e). Ne reste que cinq minutes aux Rennais pour sauver leur place en D1... et c'est finalement le jeune Laurent Huard qui sauve son club formateur en égalisant à l'entrée des arrêts de jeu. Un but synonyme de barrage pour le Stade rennais, et de relégation pour l'AS Cannes de Zinédine Zidane, Luis Fernandez et Pierre Dréossi.
Restent les barrages pour des Rennais déjà miraculés, qui se retrouvent face à des Strasbourgeois déterminés. Ceux-ci ont échoué par deux fois en barrages en 1990 et 1991, et viennent tour à tour d'éliminer Le Mans et Angers. Au match aller, disputé en Bretagne, les deux équipes ne parviennent pas à se départager, et les Alsaciens reviennent avec un bon match nul (0 - 0). Le match retour est disputé dans une ambiance explosive à la Meinau, archi-comble pour l'occasion. Dès la cinquième minute, Cobos, libre de tout marquage à la suite d'une erreur défensive rennaise, trompe Pascal Rousseau de la tête. Loin de se résigner, les Rennais égalisent six minutes plus tard, d'un tir puissant et lointain de Le Dizet, qui redonne virtuellement le maintien aux « Rouge et Noir ». Les Strasbourgeois prennent un coup sur la tête, mais à la vingtième minute, le Nigérian Stephen Keshi marque un but sublime des quarante mètres, redonnant l'avantage à Strasbourg. Pire, huit minutes plus tard, une contre-attaque rondement menée permet à Jacky Paillard de creuser l'écart. Ce même Paillard qui, en fin de match, enfonce le clou avec un quatrième but, lui qui avait été prié de quitter le Stade rennais un an auparavant. Sévèrement battu (1 - 4), le Stade rennais est de nouveau relégué en Division 2, deux saisons après avoir obtenu sa montée. Une nouvelle page se tourne.

## Transferts en 1991-1992
| Nom                  | Nationalité   | Provenance/Destination        |
| Arrivées             |               |                               |
| Baltazar             | Brésil        | FC Porto                      |
| Jacky Colin          | France        | Olympique lyonnais            |
| Jocelyn Gourvennec   | France        | FC Lorient                    |
| Hendrig Gutierrez    | États-Unis    | North Carolina State Wolfpack |
| Pascal Rousseau      | France        | Stade de Reims                |
| Kujtim Shala         | Yougoslavie   | Dinamo Zagreb                 |
| Blaž Slišković       | Yougoslavie   | FC Mulhouse                   |
| Départs              |               |                               |
| Patrick Delamontagne | France        | Voltigeurs de Châteaubriant   |
| Thierry Goudet       | France        | Le Havre AC                   |
| Régis Gorguès        | France        | FC Nantes                     |
| Yannick Guillochon   | France        | AS Poissy                     |
| Frédéric Guimard     | France        | Amiens SC                     |
| Franck Mantaux       | France        | LB Châteauroux                |
| Éric Martin          | France        | SRFC amateurs                 |
| Jean-Marc Miton      | France        | Voltigeurs de Châteaubriant   |
| François Omam-Biyik  | Cameroun      | AS Cannes                     |
| Jacky Paillard       | France        | RC Strasbourg                 |
| Moussa Traoré        | Côte d'Ivoire | Olympique d'Alès              |

## L'effectif de la saison
| Poste¹ | Nat.² | Nom                  | Naissance         | Sélection³ | Championnat | Championnat | Coupe France | Coupe France | Total Saison | Total Saison |
| Poste¹ | Nat.² | Nom                  | Naissance         | Sélection³ | M           | But inscrit | M            | But inscrit  | M            | But inscrit  |
| ------ | ----- | -------------------- | ----------------- | ---------- | ----------- | ----------- | ------------ | ------------ | ------------ | ------------ |
| A      | BRA   | Baltazar             | 17 juillet 1959   | A          | 32          | 6           | 2            | 0            | 34           | 6            |
| M      | FRA   | Sébastien Chauvel    | 22 novembre 1972  | -          | 0           | 0           | 0            | 0            | 0            | 0            |
| M      | FRA   | Jacky Colin          | 18 août 1963      | -          | 21          | 0           | 0            | 0            | 21           | 0            |
| A      | FRA   | Laurent Delamontagne | 9 octobre 1965    | A'         | 39          | 6           | 2            | 0            | 41           | 6            |
| D      | FRA   | François Denis       | 14 mai 1964       | -          | 38          | 2           | 2            | 0            | 40           | 2            |
| M      | FRA   | Christophe Fauvel    | 11 janvier 1970   | -          | 6           | 0           | 0            | 0            | 6            | 0            |
| M      | FRA   | Jocelyn Gourvennec   | 22 mars 1972      | A'         | 5           | 0           | 0            | 0            | 5            | 0            |
| M      | USA   | Hendrig Gutierrez    | 28 août 1968      | A          | 0           | 0           | 0            | 0            | 0            | 0            |
| G      | FRA   | Pierrick Hiard       | 27 avril 1955     | A          | 0           | 0           | 0            | 0            | 0            | 0            |
| M      | FRA   | Laurent Huard        | 26 août 1973      | -          | 14          | 1           | 2            | 0            | 16           | 1            |
| D      | FRA   | Serge Le Dizet       | 27 juin 1964      | A'         | 39          | 1           | 2            | 0            | 41           | 1            |
| D      | FRA   | Arnaud Le Lann       | 7 novembre 1970   | -          | 3           | 0           | 0            | 0            | 3            | 0            |
| D      | FRA   | Cyril L'Helgouach    | 25 septembre 1970 | -          | 14          | 1           | 0            | 0            | 14           | 1            |
| D      | FRA   | Alain Noël           | 3 février 1964    | -          | 26          | 0           | 2            | 0            | 28           | 0            |
| D      | NED   | Arnold Oosterveer    | 1er mars 1963     | -          | 35          | 0           | 2            | 0            | 37           | 0            |
| M      | FRA   | Jean-Luc Ribar       | 26 février 1965   | -          | 37          | 0           | 2            | 1            | 39           | 1            |
| D      | FRA   | Jocelyn Rico         | 17 décembre 1959  | -          | 22          | 1           | 2            | 0            | 24           | 1            |
| D      | FRA   | Sylvain Ripoll       | 15 août 1971      | -          | 23          | 0           | 0            | 0            | 23           | 0            |
| G      | FRA   | Pascal Rousseau      | 4 mars 1962       | -          | 40          | 0           | 2            | 0            | 42           | 0            |
| M      | CHA   | Bob Sénoussi         | 15 octobre 1966   | -          | 12          | 0           | 1            | 0            | 13           | 0            |
| A      | YUG   | Kujtim Shala         | 13 juillet 1964   | -          | 29          | 5           | 1            | 0            | 30           | 5            |
| M      | YUG   | Blaž Slišković       | 30 mai 1959       | A          | 23          | 0           | 2            | 0            | 25           | 0            |
| D      | FRA   | Michel Sorin         | 18 septembre 1961 | -          | 39          | 1           | 2            | 0            | 41           | 1            |
| A      | FRA   | Thierry Turban       | 16 juillet 1965   | -          | 4           | 2           | 0            | 0            | 4            | 2            |

- 1 : G, Gardien de but ; D, Défenseur ; M, Milieu de terrain ; A, Attaquant
- 2 : Nationalité sportive, certains joueurs possédant une double-nationalité
- 3 : sélection la plus élevée obtenue

## Les rencontres de la saison

### Liste
| Match | Date         | Compétition          | Tour                 | Adversaire      | Lieu ¹ | Score | Class. | Buteurs pour le Stade rennais |
| ----- | ------------ | -------------------- | -------------------- | --------------- | ------ | ----- | ------ | ----------------------------- |
| 1     | 20 juillet   | Division 1           | 1                    | Auxerre         | E      | 1–3   | 18     | L'Helgouach                   |
| 2     | 27 juillet   | Division 1           | 2                    | Nantes          | D      | 0–1   | 19     |                               |
| 3     | 31 juillet   | Division 1           | 3                    | Monaco          | E      | 1-3   | 20     | Baltazar                      |
| 4     | 3 août       | Division 1           | 4                    | Marseille       | D      | 1–2   | 19     | Baltazar                      |
| 5     | 10 août      | Division 1           | 5                    | Le Havre        | E      | 0–0   | 19     |                               |
| 6     | 17 août      | Division 1           | 6                    | Nancy           | D      | 3-1   | 17     | Delamontagne Rico Baltazar    |
| 7     | 24 août      | Division 1           | 7                    | Montpellier     | E      | 0–0   | 16     |                               |
| 8     | 28 août      | Division 1           | 8                    | Lens            | D      | 0–0   | 19     |                               |
| 9     | 7 septembre  | Division 1           | 9                    | Cannes          | E      | 1–3   | 19     | Denis                         |
| 10    | 14 septembre | Division 1           | 10                   | Lyon            | D      | 0–2   | 19     |                               |
| 11    | 21 septembre | Division 1           | 11                   | Lille           | E      | 1–1   | 19     | Shala                         |
| 12    | 28 septembre | Division 1           | 12                   | Paris SG        | D      | 0-0   | 19     |                               |
| 13    | 5 octobre    | Division 1           | 13                   | Caen            | D      | 1-0   | 19     | Baltazar                      |
| 14    | 19 octobre   | Division 1           | 14                   | Toulon          | E      | 0-1   | 19     |                               |
| 15    | 26 octobre   | Division 1           | 15                   | Metz            | D      | 3–1   | 19     | Denis Shala Delamontagne      |
| 16    | 2 novembre   | Division 1           | 16                   | Nîmes           | E      | 2–1   | 18     | Sorin Shala                   |
| 17    | 9 novembre   | Division 1           | 17                   | Sochaux         | D      | 2-0   | 17     | Baltazar                      |
| 18    | 13 novembre  | Division 1           | 18                   | Toulouse        | E      | 0-2   | 17     |                               |
| 19    | 23 novembre  | Division 1           | 19                   | Saint-Étienne   | D      | 0-0   | 15     |                               |
| 20    | 30 novembre  | Division 1           | 20                   | Nantes          | E      | 0–1   | 16     |                               |
| 21    | 7 décembre   | Division 1           | 21                   | Monaco          | D      | 0-0   | 17     |                               |
| 22    | 14 décembre  | Division 1           | 22                   | Marseille       | E      | 1–5   | 17     | Delamontagne                  |
| 23    | 18 décembre  | Division 1           | 23                   | Le Havre        | D      | 0–2   | 18     |                               |
| 24    | 21 décembre  | Division 1           | 24                   | Nancy           | E      | 1-1   | 18     | Delamontagne                  |
| 25    | 18 janvier   | Division 1           | 25                   | Montpellier     | D      | 0-2   | 18     |                               |
| 26    | 25 janvier   | Division 1           | 26                   | Lens            | E      | 0-0   | 18     |                               |
| 27    | 1er février  | Division 1           | 27                   | Cannes          | D      | 0–0   | 18     |                               |
| 28    | 8 février    | Division 1           | 28                   | Lyon            | E      | 1–3   | 18     | Delamontagne                  |
| 29    | 15 février   | Division 1           | 29                   | Lille           | D      | 2-3   | 19     | Delamontagne Shala            |
| 30    | 22 février   | Coupe de France      | 1/32 finale          | Nantes          | D      | 1-0   | 1-0    | Ribar                         |
| 31    | 29 février   | Division 1           | 30                   | Paris SG        | E      | 0–1   | 19     |                               |
| 32    | 7 mars       | Division 1           | 31                   | Caen            | E      | 0–0   | 19     |                               |
| 33    | 14 mars      | Coupe de France      | 1/16 finale          | Montpellier     | E      | 0-2   | 0-2    |                               |
| 34    | 21 mars      | Division 1           | 32                   | Toulon          | D      | 0-0   | 19     |                               |
| 35    | 28 mars      | Division 1           | 33                   | Metz            | E      | 0-0   | 19     |                               |
| 36    | 4 avril      | Division 1           | 34                   | Nîmes           | D      | 1–1   | 19     | Shala                         |
| 37    | 11 avril     | Division 1           | 35                   | Sochaux         | E      | 0–0   | 19     |                               |
| 38    | 18 avril     | Division 1           | 36                   | Toulouse        | D      | 1-1   | 19     | Turban                        |
| 39    | 25 avril     | Division 1           | 37                   | Saint-Étienne   | E      | 1-0   | 18     | Turban                        |
| 40    | 1er mai      | Division 1           | 38                   | Auxerre         | D      | 1–1   | 18     | Huard                         |
| 41    | 8 mai        | Barrage D1-D2 aller  | Barrage D1-D2 aller  | Strasbourg (D2) | D      | 0–0   | 0–0    |                               |
| 42    | 12 mai       | Barrage D1-D2 retour | Barrage D1-D2 retour | Strasbourg (D2) | E      | 1–4   | 1–4    | Le Dizet                      |

- 1 N : terrain neutre ; D : à domicile ; E : à l'extérieur ; drapeau : pays du lieu du match international

## Bilan des compétitions
| Compétition     | Vainqueur final        | Débute au tour | Place ou tour final | Première rencontre | Dernière rencontre | Nombre |
| --------------- | ---------------------- | -------------- | ------------------- | ------------------ | ------------------ | ------ |
| Division 1      | Olympique de Marseille | 1re journée    | 18e                 | 20 juillet 1991    | 12 mai 1992        | 40     |
| Coupe de France | Aucun                  | 1/32 de finale | 1/16 de finale      | 22 février 1992    | 14 mars 1992       | 2      |

### Division 1

#### Classement
| Rang | Équipe  | Pts | J  | G  | N  | P  | Bp | Bc | Diff |
| ---- | ------- | --- | -- | -- | -- | -- | -- | -- | ---- |
| 15   | Nîmes   | 32  | 38 | 9  | 14 | 15 | 31 | 50 | -19  |
| 16   | Lyon    | 31  | 38 | 10 | 11 | 17 | 25 | 39 | -14  |
| 17   | Sochaux | 31  | 38 | 9  | 13 | 16 | 35 | 50 | -15  |
| 18   | Rennes  | 29  | 38 | 6  | 17 | 15 | 25 | 42 | -17  |
| 19   | Cannes  | 28  | 38 | 8  | 12 | 18 | 34 | 48 | -14  |
| 20   | Nancy   | 28  | 38 | 10 | 8  | 20 | 43 | 67 | -24  |

- 18 : Barragiste
- 19 et 20 : Relégation en Division 2

#### Résultats
| Total  | Total  | Total | Total | Total | Total | Total | Total | Domicile | Domicile | Domicile | Domicile | Domicile | Domicile | Extérieur | Extérieur | Extérieur | Extérieur | Extérieur | Extérieur |
| Matchs | Points | V     | N     | D     | BP    | BC    | Diff. | V        | N        | D        | BP       | BC       | Diff.    | V         | N         | D         | BP        | BC        | Diff.     |
| ------ | ------ | ----- | ----- | ----- | ----- | ----- | ----- | -------- | -------- | -------- | -------- | -------- | -------- | --------- | --------- | --------- | --------- | --------- | --------- |
| 38     | 29     | 6     | 17    | 15    | 25    | 42    | -17   | 4        | 9        | 6        | 15       | 17       | -2       | 2         | 8         | 9         | 10        | 25        | -15       |

#### Résultats par journée
| Journée   | 01 | 02 | 03 | 04 | 05 | 06 | 07 | 08 | 09 | 10 | 11 | 12 | 13 | 14 | 15 | 16 | 17 | 18 | 19 | 20 | 21 | 22 | 23 | 24 | 25 | 26 | 27 | 28 | 29 | 30 | 31 | 32 | 33 | 34 | 35 | 36 | 37 | 38 |
| --------- | -- | -- | -- | -- | -- | -- | -- | -- | -- | -- | -- | -- | -- | -- | -- | -- | -- | -- | -- | -- | -- | -- | -- | -- | -- | -- | -- | -- | -- | -- | -- | -- | -- | -- | -- | -- | -- | -- |
| Terrain   | E  | D  | E  | D  | D  | D  | E  | D  | E  | D  | E  | D  | D  | E  | D  | E  | D  | E  | D  | E  | D  | E  | D  | E  | D  | E  | D  | E  | D  | E  | E  | D  | E  | D  | E  | D  | E  | D  |
| Résultats | D  | D  | D  | D  | N  | V  | N  | N  | D  | D  | N  | N  | V  | D  | V  | V  | V  | D  | N  | D  | N  | D  | D  | N  | D  | N  | N  | D  | D  | D  | N  | N  | N  | N  | N  | N  | V  | N  |
| Points    | 0  | 0  | 0  | 0  | 1  | 3  | 4  | 5  | 5  | 5  | 6  | 7  | 9  | 9  | 11 | 13 | 15 | 15 | 16 | 16 | 17 | 17 | 17 | 18 | 18 | 19 | 20 | 20 | 20 | 20 | 21 | 22 | 23 | 24 | 25 | 26 | 28 | 29 |
| Place     | 18 | 19 | 20 | 19 | 19 | 17 | 16 | 19 | 19 | 19 | 19 | 19 | 19 | 19 | 19 | 18 | 17 | 17 | 15 | 16 | 17 | 17 | 18 | 18 | 18 | 18 | 18 | 18 | 19 | 19 | 19 | 19 | 19 | 19 | 19 | 19 | 18 | 18 |

Source : Liste des rencontres

Terrain : D = Domicile ; E = Extérieur. Résultat: D = Défaite ; N = Nul ; V = Victoire.